# Yamabushi-Rüstung
Die Yamabushi-Rüstung ist die japanische Rüstung der Yamabushi- oder Kriegermönche (Sōhei).

## Beschreibung
Diese Rüstung unterscheidet sich geringfügig von der Rüstung der Samurai. Sie besteht aus folgenden Teilen:
- Brustpanzer (Dō)
- Schulterklappen (Sode)
- Armpanzer (Kote)
- Beinschutzpanzer (Haidate)
- Schienbeinpanzer (Suneate)
- Schuhe (Tsuranuki)

Die Helme (Kabuto) und die Gesichtsmasken (Mempō) wurden von ihnen nicht benutzt. Über der Rüstung wurde oft die Priesterrobe getragen, die einen Teil der Rüstung verbarg (siehe Bild Infobox). Als Helm diente ein Lederhelm, der Tokin heißt, oder sie benutzten eine weiße Stoffhaube, die zur Mönchsrobe gehörte. Als Waffen benutzten die Yamabushi Schwert, Bogen und Naginata. Eine Standardwaffe war eine Art priesterlicher Wanderstock, der sogenannte Shakujō. Er war etwa 180 cm lang und am oberen Ende mit schweren Metallringen versehen und eignete sich als wirkungsvolle Schlagwaffe. Viele Yamabushi gingen als berühmte Krieger in die japanische Geschichte ein, unter anderem Musashibō Benkei.